# Position (basket-ball)
Pour les articles homonymes, voir Position.

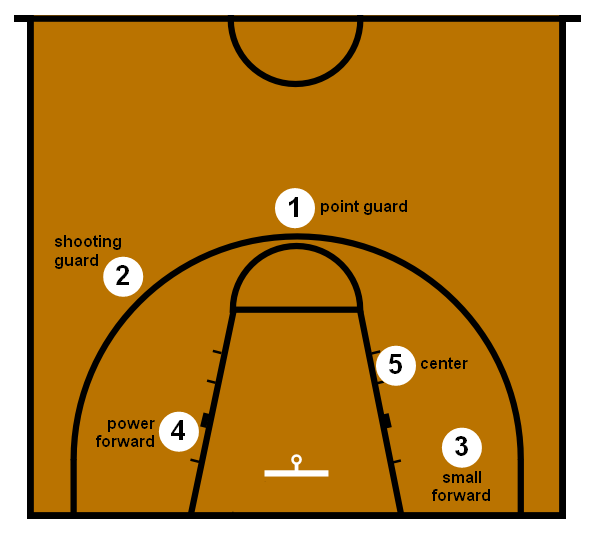
Les cinq postes du basket-ball.

Au basket-ball, les positions des joueurs ou postes désignent le rôle assigné à chaque joueur lors d'un match. Les deux positions traditionnelles sont l'extérieur et l'intérieur. Cependant, dans le basket-ball technique, celles-ci sont divisées en cinq positions :
- Poste 1 : meneur (point guard)
- Poste 2 : arrière (shooting guard)
- Poste 3 : ailier (small forward)
- Poste 4 : ailier fort (power forward)
- Poste 5 : pivot (center)

Bien que ces cinq noms de postes soient toujours utilisés, la plupart des équipes utilisent un schéma simplifié comprenant un meneur, deux extérieurs (backcourt) et deux intérieurs (frontcourt). En outre, la répartition des joueurs selon des postes tend parfois à s'estomper, notamment dans le basket-ball universitaire américain : l'entraîneur des Blue Devils de Duke, Mike Krzyzewski, fait fréquemment varier ses joueurs de position. Certains joueurs polyvalents comme Magic Johnson ou Boris Diaw ont ainsi évolué à différents postes, au gré des besoins de leur équipe. L'attaque en triangle présuppose également l'absence de poste fixe pour les joueurs.

## Le meneur (1)
Le meneur (point guard) est chargé de distribuer la balle, d'organiser le jeu en attaque, monte la balle depuis son propre camp et annonce les tactiques à mettre en place : il est ainsi fréquemment appelé comme « l'entraîneur sur le terrain ». En plus de bonnes capacités au dribble, il doit avoir une excellente vision du jeu pour pouvoir distribuer le ballon à ses coéquipiers : il est généralement le meilleur dribbleur et le meilleur passeur de son équipe.
Les meneurs sont souvent des petits joueurs, ce qui leur permet de pénétrer rapidement dans la raquette pour driver vers le cercle ou réaliser des interceptions. Certains inscrivent la majorité de leurs points dans la raquette (Derrick Rose, Tony Parker), tandis que d'autres utilisent davantage le tir (Stephen Curry, Damian Lillard et Kyrie Irving). Sa fonction défensive est généralement assez faible.

## L'arrière (2)
L’arrière (shooting guard) est un joueur endurant, rapide, agile et doté de bonnes capacités athlétiques. Son rôle principal est d'inscrire des tirs et des paniers à trois points : il doit donc avoir une bonne capacité au tir. Il effectue également quelques pénétrations dans la raquette pour attaquer le cercle. Bien que ce poste ait principalement une dimension offensive, certains joueurs se sont également distingués par leurs capacités défensives, effectuant un marquage serré des attaquants adverses, à l'image de Michael Jordan ou Alvin Robertson.

## L'ailier (3)
L'ailier (small forward). Ses caractéristiques consistent en un compromis entre la taille et la puissance d'un intérieur, et l'agilité et la dextérité d'un arrière. C'est ce qui fait généralement des ailiers les joueurs les plus polyvalents, capables à la fois de tirer de loin et de jouer dans la raquette. Beaucoup d'ailiers sont aussi de bons défenseurs, c'est probablement l'un des postes les plus défensifs avec celui de pivot.

## L'ailier fort (4)
L'ailier fort (power forward) joue un rôle similaire à celui du pivot et forme avec lui le secteur dit « intérieur ». Son rôle est de couper, d'empêcher les attaquants adverses d'approcher du panier, capter des rebonds, contrer les tirs des adversaires et surtout marquer près du panier. Plus petit que le pivot, il peut aussi évoluer un peu plus loin. Il réalise tout de même une grande partie de ses points en attaquant le cercle.

## Le pivot (5)
Le pivot (center) est généralement le joueur le plus grand et le plus fort physiquement. Il est ainsi fréquemment surnommé big man. Son rôle est de protéger la raquette en utilisant sa taille et sa corpulence, pour empêcher les adversaires de marquer en les contrant. Leur taille leur permet également de capter de nombreux rebonds et de marquer facilement. Ce sont toutefois des joueurs moins rapides que les meneurs  et moins adroits aux tirs extérieurs et aux lancers francs. Les pivots étaient les joueurs-clés de l'équipe jusqu'aux années 1990 et les plus convoités lors des recrutements (drafts).